# 奥村善右衛門
奥村 善右衛門（おくむら ぜんうえもん、1840年10月26日（天保11年10月2日） - 1914年（大正3年）9月13日）は、日本の政治家。衆議院議員（1期）。

## 経歴
大阪府出身。 絹鼻緒商を営む。戸長、大阪市南区(現・中央区)会議員、大阪市会議員、同参事会員、同議長を務める。また、大阪商業会議所副会頭、大阪築港取調委員となる。
1904年の第9回衆議院議員総選挙において大阪市選挙区から甲辰倶楽部公認で立候補してトップ当選した。衆議院議員を1期務め、1908年の第10回衆議院議員総選挙には不出馬。1914年死去。